# Jun Uchida
Jun Uchida (内田 潤 Uchida Jun?, nacido el 14 de octubre de 1977 en Hyogo) es un exfutbolista japonés. Jugaba de defensa y su último club fue el Albirex Niigata de Japón.

## Trayectoria

### Clubes
| Club            | País  | Año         |
| --------------- | ----- | ----------- |
| Kashima Antlers | Japón | 2000 - 2006 |
| Albirex Niigata | Japón | 2006 - 2013 |

## Estadística de carrera

### J. League
| Club            | Año   | J. League | J. League | Copa J. League | Copa J. League | Total | Total |
| Club            | Año   | Part.     | Goles     | Part.          | Goles          | Part. | Goles |
| --------------- | ----- | --------- | --------- | -------------- | -------------- | ----- | ----- |
| Kashima Antlers | 2000  | 8         | 0         | 2              | 0              | 10    | 0     |
| Kashima Antlers | 2001  | 9         | 0         | 0              | 0              | 9     | 0     |
| Kashima Antlers | 2002  | 20        | 1         | 9              | 0              | 29    | 1     |
| Kashima Antlers | 2003  | 6         | 0         | 3              | 0              | 9     | 0     |
| Kashima Antlers | 2004  | 17        | 0         | 4              | 0              | 21    | 0     |
| Kashima Antlers | 2005  | 17        | 0         | 5              | 0              | 22    | 0     |
| Kashima Antlers | 2006  | 0         | 0         | 0              | 0              | 0     | 0     |
| Albirex Niigata | 2006  | 14        | 1         | 0              | 0              | 14    | 1     |
| Albirex Niigata | 2007  | 30        | 2         | 5              | 0              | 35    | 2     |
| Albirex Niigata | 2008  | 33        | 2         | 6              | 0              | 39    | 2     |
| Albirex Niigata | 2009  | 32        | 0         | 3              | 0              | 35    | 0     |
| Albirex Niigata | 2010  | 18        | 0         | 4              | 0              | 22    | 0     |
| Albirex Niigata | 2011  | 5         | 0         | 1              | 0              | 6     | 0     |
| Albirex Niigata | 2012  | 5         | 0         | 1              | 0              | 6     | 0     |
| Albirex Niigata | 2013  | 7         | 0         | 2              | 0              | 9     | 0     |
| Total           | Total | 221       | 6         | 45             | 0              | 266   | 6     |

## Palmarés

### Títulos nacionales
| Título             | Club            | País  | Año  |
| ------------------ | --------------- | ----- | ---- |
| Copa J. League     | Kashima Antlers | Japón | 2000 |
| J1 League          | Kashima Antlers | Japón | 2000 |
| Copa del Emperador | Kashima Antlers | Japón | 2000 |
| J1 League          | Kashima Antlers | Japón | 2001 |
| Copa J. League     | Kashima Antlers | Japón | 2002 |